# Bellucia
Genre
Bellucia est un genre de plantes à fleurs de la famille des Melastomataceae dont les espèces sont originaires d'Amérique (du sud du Mexique jusqu'au nord de l'Amérique du Sud).

## Liste des variétés et espèces
Selon Catalogue of Life (01 juin 2020) :
- Bellucia acutata Pilg.
- Bellucia aequiloba Pilg.
- Bellucia arborescens (Aubl.) Baill.
- Bellucia beckii S.S.Renner
- Bellucia dichotoma Cogn.
- Bellucia egensis (DC.) Penneys, Michelang., Judd & Almeda
- Bellucia gracilis (S.S.Renner) Penneys, Michelang., Judd & Almeda
- Bellucia grossularioides (L.) Triana
- Bellucia huberi (Wurdack) S.S.Renner
- Bellucia klugii (S.S.Renner) Penneys, Michelang., Judd & Almeda
- Bellucia mespiloides (Miq.) Macbr.
- Bellucia nigricans (Hook.fil.) Penneys, Michelang., Judd & Almeda
- Bellucia ovata (O.Berg ex Triana) Penneys, Michelang., Judd & Almeda
- Bellucia pentamera Naud.
- Bellucia riparia (S.S.Renner) Penneys, Michelang., Judd & Almeda
- Bellucia spruceana (Benth. ex Triana) Macbr.
- Bellucia strigosa (Gleason) Penneys, Michelang., Judd & Almeda
- Bellucia subandina (Wurdack) Penneys, Michelang., Judd & Almeda
- Bellucia subrotundifolia Wurdack
- Bellucia umbellata Gleason
- Bellucia villosa G.Lozano-Contreras & L.M.Quiñones
- Bellucia wurdackiana (S.S.Renner) Penneys, Michelang., Judd & Almeda)

synonymies :
- Bellucia aricuaizensium Pittier (syn. : Bellucia pentamera Naud.)
- Bellucia aubletii Naud. (syn. : Bellucia grossularioides (L.) Triana)
- Bellucia axinanthera Triana (syn. : Bellucia pentamera Naud.)
- Bellucia brasiliensis Naud. (syn. : Bellucia grossularioides (L.) Triana)
- Bellucia cacatin (Aubl.) Sagot (syn. : Miconia cacatin (Aubl.) S.S.Renner)
- Bellucia circumscissa Spruce ex Cogn. (syn. : Bellucia grossularioides (L.) Triana)
- Bellucia costaricensis Cogn. ex Th.Dur. & Pitt. (syn. : Bellucia pentamera Naud.)
- Bellucia hostmannii Naud. (syn. : Bellucia grossularioides (L.) Triana)
- Bellucia imperialis Sald. & Cogn. ex Cogn. (syn. : Bellucia dichotoma Cogn.)
- Bellucia macrophylla (D.Don) Triana (syn. : Bellucia grossularioides (L.) Triana)
- Bellucia multiflora H.Karst. (syn. : Bellucia grossularioides (L.) Triana)
- Bellucia nervosa Raf. (syn. : Bellucia grossularioides (L.) Triana)
- Bellucia pluricaulis Spruce ex Triana (syn. : Bellucia grossularioides (L.) Triana)
- Bellucia quinquenervia (Aubl.) H.Karst. (syn. : Bellucia grossularioides (L.) Triana)
- Bellucia riparia Spruce (syn. ambigu : Bellucia grossularioides (L.) Triana)
- Bellucia superba Naud. (syn. : Bellucia grossularioides (L.) Triana)
- Bellucia weberbaueri Cogniaux (syn. : Bellucia pentamera Naud.

Selon GRIN (01 juin 2020) :
- Bellucia dichotoma Cogn.
- Bellucia grossularioides (L.) Triana
- Bellucia pentamera Naudin

synonymies :
- Bellucia axinanthera Triana (syn. : Bellucia pentamera Naudin)
- Bellucia costaricensis Cogn. (syn. : Bellucia pentamera Naudin)
- Bellucia imperialis Saldanha & Cogn. (syn. : Bellucia dichotoma Cogn.)

Selon NCBI (01 juin 2020) :
- Bellucia aequiloba
- Bellucia arborescens
- Bellucia grossularioides
- Bellucia mespiloides
- Bellucia pentamera
- Bellucia spruceana
- Bellucia subandina

Selon The Plant List (01 juin 2020) :
- Bellucia acutata Pilg.
- Bellucia aequiloba Pilg.
- Bellucia beckii S.S. Renner
- Bellucia dichotoma Cogn.
- Bellucia egensis (Mart. ex DC.) Penneys, F.A. Michelangeli, Judd & Almeda
- Bellucia gracilis (S.S. Renner) Penneys, F.A. Michelangeli, Judd & Almeda
- Bellucia grossularioides (L.) Triana
- Bellucia huberi (Wurdack) S.S. Renner
- Bellucia klugii (S.S. Renner) Penneys, F.A. Michelangeli, Judd & Almeda
- Bellucia nigricans (Hook. f.) Penneys, F.A. Michelangeli, Judd & Almeda
- Bellucia ovata (O. Berg ex Triana) Penneys, F.A. Michelangeli, Judd & Almeda
- Bellucia pentamera Naudin
- Bellucia riparia (S.S. Renner) Penneys, F.A. Michelangeli, Judd & Almeda
- Bellucia strigosa (Gleason) Penneys, F.A. Michelangeli, Judd & Almeda
- Bellucia subandina (Wurdack) Penneys, F.A. Michelangeli, Judd & Almeda
- Bellucia umbellata Gleason
- Bellucia wurdackiana (S.S. Renner) Penneys, F.A. Michelangeli, Judd & Almeda

Unresolved :
- Bellucia acquiloba Pilg.
- Bellucia aubletii Seem.
- Bellucia aubletii Naudin
- Bellucia imperialis Saldanha & Cogn.
- Bellucia nervosa Raf.
- Bellucia pluricaulis Spruce ex Triana
- Bellucia villosa Lozano & L.M. Quinones

Selon Tropicos (01 juin 2020) (Attention liste brute contenant possiblement des synonymes) :
- Bellucia acquiloba Pilg.
- Bellucia acutata Pilg.
- Bellucia aequiloba Pilg.
- Bellucia arborescens (Aubl.) Baill.
- Bellucia aricuaizensium Pittier
- Bellucia aubletii Naudin
- Bellucia aubletii Seem.
- Bellucia axinanthera Triana
- Bellucia beckii S.S. Renner
- Bellucia brasiliensis Naudin
- Bellucia cacatin (Aubl.) Sagot
- Bellucia circumscissa Spruce ex Cogn.
- Bellucia costaricensis Cogn.
- Bellucia dichotoma Cogn.
- Bellucia egensis (Mart. ex DC.) Penneys, Michelang., Judd & Almeda
- Bellucia gracilis (S.S. Renner) Penneys, Michelang., Judd & Almeda
- Bellucia grossularioides (L.) Triana
- Bellucia hostmannii Naudin
- Bellucia huberi (Wurdack) S.S. Renner
- Bellucia imperialis Saldanha & Cogn.
- Bellucia imperialis Saldanha & Cogn.
- Bellucia klugii (S.S. Renner) Penneys, Michelang., Judd & Almeda
- Bellucia macrophylla (D. Don) Triana
- Bellucia mespiloides (Miq.) J.F. Macbr.
- Bellucia multiflora H. Karst.
- Bellucia nervosa Raf.
- Bellucia nigricans (Hook. f.) Penneys, Michelang., Judd & Almeda
- Bellucia ovata (O. Berg ex Triana) Penneys, Michelang., Judd & Almeda
- Bellucia pentamera Naudin
- Bellucia quinquenervia (Aubl.) H. Karst.
- Bellucia riparia (S.S. Renner) Penneys, Michelang., Judd & Almeda
- Bellucia spruceana (Benth. ex Triana) J.F. Macbr.
- Bellucia strigosa (Gleason) Penneys, Michelang., Judd & Almeda
- Bellucia subandina (Wurdack) Penneys, Michelang., Judd & Almeda
- Bellucia subrotundifolia Wurdack
- Bellucia superba Naudin
- Bellucia umbellata Gleason
- Bellucia villosa G. Lozano C. & L.M. Quiñones
- Bellucia weberbaueri Cogn.
- Bellucia wurdackiana (S.S. Renner) Penneys, Michelang., Judd & Almeda